# Mambrú se fue a la guerra

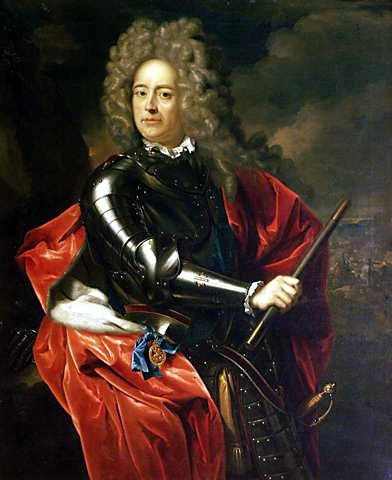
John Churchill, duque de Marlborough.

Mambrú se fue a la guerra es la versión en español de una canción popular infantil francesa, Marlbrough s'en va-t-en guerre.

## Origen
Fue compuesta tras la batalla de Malplaquet (1709), que enfrentó a los ejércitos de Gran Bretaña y Francia, durante la guerra de sucesión española. A pesar de su derrota, los franceses creyeron muerto en la batalla a su enemigo John Churchill, duque de Marlborough, que es a quien se dedica la canción burlesca. La melodía de la canción parece ser aún más antigua: según Chateaubriand, es de origen árabe y habría llegado a Francia llevada por los cruzados.[cita requerida]
La canción se popularizó en tiempos de Luis XVI. Una de las nodrizas del delfín solía cantarla; la canción agradó a los reyes y pronto se difundió por Versalles y luego por todo el país. A España llegó por influencia de los Borbones, con el nombre Marlborough reducido a un más pronunciable Mambrú solo en los países hispanohablantes. Solían cantarla sobre todo las niñas, típicamente acompañando al juego de rayuela. Esta misma melodía es interpretada en las Fiestas de Nuestra Señora de la Salud de Algemesí por los «Bastonets», un grupo de danzas guerreras (junto con otras canciones), precisamente con el título de El Mambrú.
El tema de la canción fue empleado por Beethoven en su obra La victoria de Wellington, sobre la derrota napoleónica de Vitoria en 1813, para simbolizar a Francia.[cita requerida]
Existen también versiones en otros idiomas. La inglesa, cantada con el estribillo For he is a jolly good fellow ha dado lugar a la canción del mismo nombre, conocida en España como «Es un muchacho excelente» y en Argentina, Chile, México, Paraguay, Perú y Uruguay (entre otros países de Hispanoamérica) como «Porque es un buen compañero». Es interesante señalar que, si bien la música de «Malbrough s’en va-t-en guerre», «For he is a jolly good fellow» y la versión española de «Es un muchacho excelente» son prácticamente iguales, no ocurre lo mismo con la versión española de «Mambrú se fue a la guerra», que ha sufrido una adaptación musical diferente.
En Argentina, la poetisa y cantautora María Elena Walsh popularizó esta melodía entre los chicos, durante las décadas de 1960 y 1970 fundamentalmente. También la misma autora escribió otras canciones en homenaje a Mambrú, como la «Canción del estornudo» [cita requerida].